# پریزاد زورابیان
پریزاد زورابیان (انگلیسی: Perizaad Zorabian؛ زادهٔ ۲۳ اکتبر ۱۹۷۳) یک هنرپیشه اهل هند است.
وی بازیگر فیلم‌هایی همچون موج، تازه ازدواج‌کرده، صبح راگا و یک اجنبی بوده‌است.